# Richard Vernon (acteur)
Pour les articles homonymes, voir Richard Vernon et Vernon.
Richard Vernon (né le 7 mars 1925 à Reading (Berkshire) en Angleterre, mort le 4 décembre 1997 à Londres) est un acteur britannique. Il était l'archétype du Lord ou du militaire britannique. Sa carrière d'acteur s'étend sur près de 40 années.

## Filmographie sélective
- 1959 : L'Île des réprouvés
- 1961 : Cash on Demand
- 1963 : The Servant
- 1964 : Goldfinger
- 1964 : Quatre Garçons dans le vent
- 1964 : Allez France !
- 1965 : La Tombe de Ligeia
- 1973 : Dracula vit toujours à Londres
- 1976 : Quand la panthère rose s'emmêle
- 1979 : The Human Factor
- 1982 : Meurtre au soleil : Flewitt
- 1982 : Gandhi : Sir Edward Gait
- 1996 : Loch Ness

## Télévision
- 1963 : Chapeau melon et bottes de cuir :  Le Mauritius Penny (saison 2 épisode 11) : Lord Matterley
- 1963 : Le Saint : L'Insaisissable Ellshaw (saison 2 épisode 5) : Sir John Ripwell
- 1971 : Amicalement vôtre - Le mot de passe (saison 2 épisode 4) : Sir Maxwell Dean